# Louis Rognoni
Pour les articles homonymes, voir Rognoni.
Louis Rognoni, né le 24 février 1923 à Paris et mort le 5 mai 2006 à Trouville-sur-Mer, est un écrivain et scénariste français.

## Biographie
Fils de Raymond Rognoni et Antoinette Guillamaud, né dans une famille de trois enfants, Jean Roch (1924-1996, producteur), et Jacques Antoine (1931-1990), Louis Rognoni est assistant metteur en scène avant-guerre. Puis il s'embarque dans une vie d'aventurier à la recherche d'or en Guyane après la Libération.
De retour à Paris, il entre à Paris Match. Il travaille ensuite à Europe 1, pour laquelle il réalise le premier reportage à la création de la station. Reporter radio, il retransmet la messe de minuit en direct de Bethléem juste après la Guerre des Six-Jours.
En 1957, il devient auteur, collabore avec Pierre Dac et à « L'oreille en coin ».
Il écrit des romans policiers et des scénarios pour la radio et la télévision.
En 1977, il reçoit le grand prix Radio de la Société des auteurs et compositeurs dramatiques pour le feuilleton Bye bye les huîtres.

## Radio
- Les Maîtres du mystère : plusieurs épisodes comme Cette chère petite,
- Avec Pierre Dac, Bons baisers de partout, feuilleton radiophonique de 740 épisodes, parodie des séries d'espionnage des années 1960, diffusée sur France Inter.
- Trimardeur sur la route de la jonquaille, extrait de L'Oreille en coin

## Télévision
- La Bonne Nouvelle, 1972
- Paix à ses cendres, 1972
- Le Revolver sous la pluie, 1972[6]
- Kick, Raoul, la Moto, les Jeunes et les Autres, feuilleton télévisé de 6 épisodes (1980)
- Les Nerfs à vif, 1982
- Le Renard et le Loubard, 1981